# Napajoring
Napajoring is een bestuurslaag in het regentschap Toba Samosir van de provincie Noord-Sumatra, Indonesië. Napajoring telt 404 inwoners (volkstelling 2010).